# Staatsregierung Renner II
Die Staatsregierung Renner II (15. März – 17. Oktober 1919) war die zweite Regierung des nach dem Ersten Weltkrieg und dem Zerfall Österreich-Ungarns neu begründeten Deutschösterreich und die erste nach allgemeinen Wahlen vom Parlament gewählte republikanische Regierung.

## Amtsperiode
Das zweite Kabinett der Staatsregierung von Karl Renner, dem „Vater zweier Republiken“, wurde von der Konstituierenden Nationalversammlung Deutschösterreichs auf Grund des am 14. März 1919 beschlossenen Gesetzes über die Staatsregierung am 15. März 1919 gewählt (vier Unterstaatssekretäre wurden später gewählt). Sie war eine Koalitionsregierung der Sozialdemokraten und der Christlichsozialen, die sie mit 99 von 99 abgegebenen Stimmen wählten. (Die großdeutschen Abgeordneten hatten offenbar keine Stimmzettel abgegeben.)
Sie folgte der Staatsregierung Renner I, die am 30. Oktober 1918 von der Provisorischen Nationalversammlung bzw. deren Vollzugsausschuss namens Staatsrat proporzmäßig bestellt worden war und Vertreter aller drei politischen Lager umfasste. Diese Regierung hatte am 3. März 1919 demissioniert, auf Wunsch des Staatsrates aber die Geschäfte bis zur Wahl der Staatsregierung Renner II fortgeführt.
Unter der Regierung Renner II wurden u. a. das "Habsburgergesetz", das "Adelsaufhebungsgesetz", das Arbeiter-Urlaubsgesetz und das "Gesetz betreffend die Errichtung von Betriebsräten" in der Nationalversammlung beschlossen.
Am 17. Oktober 1919 ratifizierte die Nationalversammlung den mit ihrer Ermächtigung vom 6. September von Karl Renner unterzeichneten Vertrag von Saint-Germain, den Friedensvertrag der Kriegssieger mit Österreich. Unmittelbar danach demissionierte das Kabinett Renner II in der Parlamentssitzung. Nach einer Sitzungsunterbrechung wählte die Nationalversammlung am gleichen Tag die Staatsregierung Renner III. Vom gleichen Tag an wurde der Staat Deutschösterreich vertragsgemäß als Republik Österreich bezeichnet.

## Staatssekretäre
| Staatssekretär (für)                     | Amtsinhaber                                                                                             | Partei    | Unterstaatssekretär |
| ---------------------------------------- | --- | --------- | --- |
| Staatskanzler                            | Karl Renner, Leiter des Staatsamtes für Inneres und Unterricht                                          | SDAP      | Unterstaatssekretär für Unterricht Otto Glöckel (SDAP); Unterstaatssekretär für Kultus Wilhelm Miklas (CSP); Unterstaatssekretär für Inneres Matthias Eldersch (SDAP), gewählt 9. Mai 1919                                                      |
| Vizekanzler                              | Jodok Fink                                                                                              | CSP       | |
| Justiz                                   | Richard Bratusch                                                                                        | CSP       | |
| Finanzen                                 | Josef Schumpeter                                                                                        | parteilos | |
| Land- und Forstwirtschaft                | Josef Stöckler                                                                                          | CSP       | |
| Handel und Gewerbe, Industrie und Bauten | Johann Zerdik                                                                                           | CSP       | Wilhelm Ellenbogen (SDAP) |
| soziale Verwaltung                       | Ferdinand Hanusch                                                                                       | SDAP      | für Volksgesundheit zuständig: Staatssekretär a. D. Ignaz Kaup (seit 20. März 1919 Sektionschef), Unterstaatssekretär Julius Tandler, gewählt 9. Mai 1919; Unterstaatssekretär für soziale Verwaltung: Josef Resch (CSP), gewählt 4. April 1919 |
| des Äußern                               | Otto Bauer (mit der Leitung des Staatsamtes betraut, Rücktritt 26. Juli 1919; dann Karl Renner betraut) | SDAP      | Unterstaatssekretär Egon Pflügl (CSP), gewählt 4. April 1919 |
| Heerwesen                                | Julius Deutsch                                                                                          | SDAP      | Erwin Waiß (CSP) |
| Volksernährung                           | Johann Löwenfeld-Ruß                                                                                    | parteilos | |
| Verkehrswesen                            | Ludwig Paul                                                                                             |           | |

## Belege
1. ↑  StGBl. Nr. 180/1919 (= S. 407 f.)
2. ↑  Stenographische Protokolle. 5. Sitzung der Konstituierenden Nationalversammlung. Samstag, 15. März 1919. Tagesordnung, Punkt 2: Wahl der Staatsregierung (= S. 93 f.)